# 24601 Valjean
24601 Valjean este o planetă minoră (asteroid) din centura de asteroizi. A fost descoperită pe 26 octombrie 1971 la Observatorul din Hamburg de Luboš Kohoutek și a fost numită după Jean Valjean⁠(d). 
Obiectul prezintă o orbită caracterizată de o semiaxă mare de 2,2201284 UAi, o excentricitate de 0,19, o înclinație de 6,40023 ° în raport cu ecliptica.